# Liste der höchsten Christusstatuen
Die Liste der höchsten Christusstatuen erfasst Statuen, die Jesus Christus darstellen und mindestens 20 Meter hoch sind. Angegeben wird die Höhe der eigentlichen Christusfigur in Metern, also ohne Sockel oder Unterbau. Erfasst sind 29 Statuen; die höchste steht derzeit in Encantado, Brasilien (Stand: Juli 2025). Höhere Statuen sind in Planung oder bereits im Bau (vgl. die Auflistung).

## Bestehende Statuen
| Foto | Name                                                                                   | Standort                           | Höhe der Statue        | Sockel- höhe | Fertig- stellung | Baustoff / Besonderheiten                                                                  | Masse (Tonnen) |
| ---- | -------------------------------------------------------------------------------------- | ---------------------------------- | ---------------------- | ------------ | ---------------- | ------------------------------------------------------------------------------------------ | -------------- |
|      | Christus, der Beschützer, Cristo Protetor                                              | Brasilien, Encantado               | 37,5 m                 | 6,0 m        | 2022             | Stahlbeton Höchste Christusstatue seit 2022                                                | 1712           |
|      | Christus König von Świebodzin (Schwiebus), Pomnik Chrystusa Króla                      | Polen, Świebodzin                  | 36 m (davon 3 m Krone) | 16 m         | 2010             | Höchste Christusstatue 2010–2022                                                           | > 440          |
|      | Cristo de la Concordia                                                                 | Bolivien, Cochabamba               | 34,2 m                 | 6,2 m        | 1994             | Stahlbeton / begehbar Bauzeit: 1987–1994 auf 2840 m ü. M. Höchste Christusstatue 1994–2010 | ~ 2'200        |
|      | Der auferstandene Christus, Cristo Resucitado                                          | Mexiko, Tlalnepantla de Baz        | 33 m                   | 7 m          | 1981             | Höchste Christusstatue 1981–1994                                                           |                |
|      | Christus von Vũng Tàu, Tượng Chúa Kitô Vua                                             | Vietnam, Vung Tau                  | 32 m                   | 10 m         | 1993             | Stahlbeton / begehbare Arme (= Balkone)                                                    |                |
|      | Heiligstes Herz Jesu, Sagrado Corazón de Jesús                                         | Philippinen, Roxas City            | 31,01 m                | 9,14 m       | 2015             | Beton, Stahl Bauzeit: Mai 2012 – Jan. 2015                                                 |                |
|      | Der segnende Christus von Manado, Kristus kase Berkat                                  | Indonesien, Manado                 | 30 m                   | 20 m         | 2007             | Stahl und Stahldraht                                                                       | ~ 60           |
|      | Christus, der Erlöser, Cristo Redentor (Rio)                                           | Brasilien, Rio de Janeiro          | 30 m                   | 8 m          | 1931             | Stahlbeton, Hülle: Speckstein Höchste Christusstatue 1931–1981                             | 1'145          |
|      | Christus König von Almada, Cristo Rei / Santuário Nacional de Cristo Rei               | Portugal, Almada                   | 28 m                   | 82 m         | 1959             |                                                                                            | 464            |
|      | Christus König von Belalcázar, Cristo Rey de Belalcázar                                | Kolumbien, Belalcázar (Caldas)     | 26 m (ca.)             | 20 m         | 1954             | Stahlbeton Bauzeit: 1948–1954                                                              |                |
|      | Christus König in Cali, Cristo Rey en Cali                                             | Kolumbien, Santiago de Cali        | 26 m                   | 5 m          | 1953             | Stahlbeton Bauzeit: 1949–1953                                                              |                |
|      | El Cristo Roto (de la Isla), Der gebrochene Christus                                   | Mexiko, San José de Gracia         | 25 m                   | 3 m          | 2006             | Stahlbeton                                                                                 |                |
|      | Christus König von Houches, Christ Roi des Houches                                     | Frankreich, Les Houches            | 25 m                   |              | 1934             | Beton, Stahl, Granit Bauzeit: 1933–1934                                                    | ~ 500          |
|      | Christus König von Los Álamos, Cristo Rey de Los Álamos                                | Mexiko, Tijuana                    | 23,3 m                 |              | 1999             | Kunstharz und Fiberglas auf der Kuppel der Kirche San Martin de Porres                     |                |
|      | Christus König von Pachuca, Cristo Rey de Pachuca                                      | Mexiko, Pachuca de Soto            | 23 m                   | 10 m         | 1999             | Marmor 2663 m. ü. M. (St. Apollonia)                                                       |                |
|      | Christus des heiligen Herzens, auch: Christus von Rosarito, Cristo del Sagrado Corazón | Mexiko, El Morro bei Rosarito      | 23 m                   |              |                  | Stahl und Fiberglas                                                                        |                |
|      | Christus Erlöser von La Caldera, Cristo Redentor de La Caldera                         | Argentinien Provinz Salta          | 22 m                   | 4 m          | 1969             |                                                                                            | 10             |
|      | Christus Erlöser von Tihuatlán, Cristo Redentor von Tihuatlán                          | Mexiko, Tihuatlán                  | 22 m                   | 9,5 m        | 2009             | Stahlgerüst, Stahlbeton                                                                    | ~ 750          |
|      | Christus des Pazifiks, Cristo del Pacífico                                             | Peru, Lima                         | 22 m                   | 15 m         | 2011             | Metall und Polyesterharz Beleuchtungssystem mit 26 Farben                                  | ~ 22           |
|      | Christus von Harghita, auch: Herz Jesu-Statue                                          | Rumänien, Lupeni (Kreis Harghita)  | 22 m                   | 1–2 m        | 2011             | Edelstahl                                                                                  | > 60           |
|      | Christus von las Noas, Cristo de las Noas                                              | Mexiko, Toreón                     | 21,85 m                |              | 2000             | Stahlbeton Bauzeit: 1973–2000                                                              | 579            |
|      | Christus von Maratea, Cristo Redentore                                                 | Italien, Maratea                   | 21,13 m                |              | 1965             | Beton und weißer/blau-grauer Carrara-Marmor Bauzeit: 1963–1965                             | ~ 400          |
|      | Christus von Otero, Cristo del Otero                                                   | Spanien, Palencia                  | 21 m                   | 0 m          | 1931             | Beton                                                                                      |                |
|      | Christus König von Tenancingo, Cristo Rey de Tenancingo                                | Mexiko, Tenancingo                 | 21 m                   | 9 m          | Bauzeit 1985-19? |                                                                                            |                |
|      | Christus von El Cubilete, Cristo de El Cubilete / auch: Cristo de la Montaña           | Mexiko, Silao                      | 20,5 m                 | 12,5 m       | 1950             | Bronze Bauzeit: 1944–1950 2579 m ü. M.                                                     | 80             |
|      | Christus von Picacho, El Cristo del Picacho                                            | Honduras, Tegucigalpa              | 20 m                   | 12 m         | 1998             | Beton 2108 m ü. M.                                                                         | ~ 2'500        |
|      | Christus von Havana, Cristo de La Habana                                               | Kuba, Havanna                      | 20 m                   | 3 m          | 1958             | Weißer Carrara-Marmor                                                                      |                |
|      | Christus von Las Mesas, Cristo de Las Mesas                                            | Mexiko, San Ignacio (Mazatlán)     | 20 m                   |              | 2005             |                                                                                            |                |
|      | Christus der Ozarks, Christ of the Ozarks                                              | Vereinigte Staaten, Eureka Springs | 20 m (65,5 ft)         |              | 1966             | Stahlgerüst, weißer Mörtel                                                                 | ~ 540          |

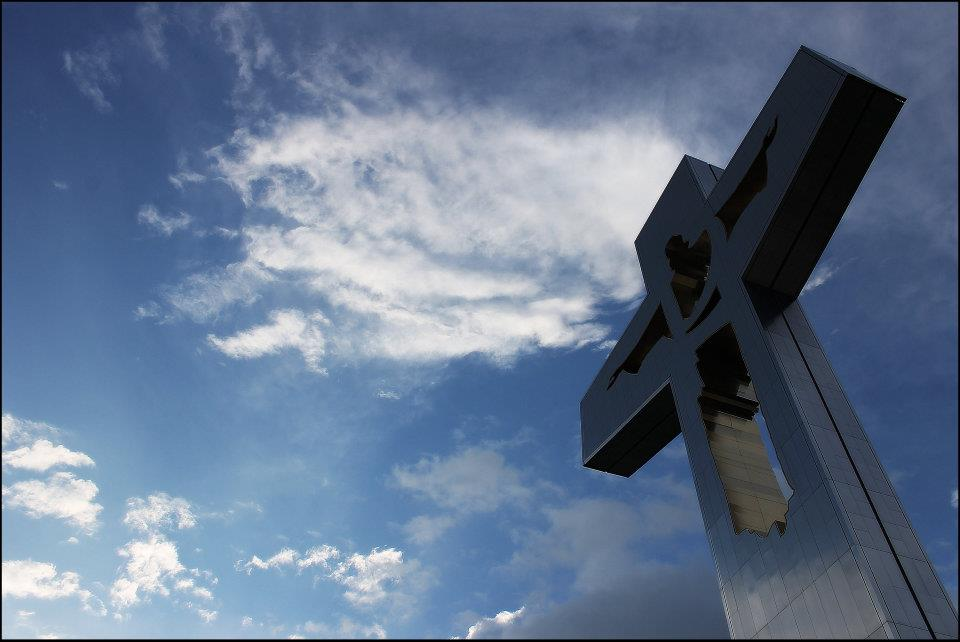
„Christus von Chiapas“

Der „Christus von Chiapas“, auch als Copoya Christus bekannt, südlich der Stadt Tuxtla Gutiérrez (Mexiko) ist mit seinen 48 Metern zwar die höchste Christusfigur, aber keine Statue, sondern ein monumentales Kruzifix, das mit dem pyramidenförmigen Sockel sogar 64 Meter hoch ist. Es wurde von 2007 bis 2011 erbaut.

## Geplante oder im Bau befindliche Statuen
| Name                  | Standort             | Höhe   | Jahr der Fertigstellung | Bemerkungen |
| --------------------- | -------------------- | ------ | ----------------------- | --- |
| Jesus von Huila       | Kolumbien, Palermo   | 80 m   | geplant für 2017        | Initiator und Bauherr: Germán Garrido lässt als Teil eines Freizeitparks einen 80 Meter hohen stehenden Christus errichten (inkl. Sockel). Ein rund 60 Meter langes liegendes Kruzifix wurde bereits erbaut. Das Kreuz ist innen als Kirche mit 500 Sitzplätzen ausgelegt. Palermo liegt im Departamento del Huila. Geldgeber sei der Erdölkonzern „Ecopetrol“ |
| Christusstatue        | Russland             |        | offen                   | Bildhauer: Surab Zereteli. |
| Christusstatue        | Israel, Nazareth     | ~ 30 m | offen                   | Träger des Projekts ist die von Bishara Shlaya gegründete Partei „Diglei Habrit“ (Flaggen des Bundes). Die Statue soll auf dem “Berg Kedumim” (auch: Berg Precipice) aufgestellt werden. |
| Jesus-Christus-Statue | Armenien, Berg Hatis | 33 m   | geplant für 2025        | Das Monument befindet sich seit 2022 im Bau. Die 33 Meter hohe Statue soll auf dem 44 Meter hohen Sockel zu stehen kommen (Gesamthöhe: 77 Meter). Sie wird auf dem Hatis aufgebaut, der 2528 Meter hoch ist. |
| Christus von Pilar    | Brasilien, Pilar     | 60 m   | geplant für 2024        | Am 8. Dezember 2022 wurde mit dem Bau begonnen. Sie sollte ursprünglich im Juli 2024 fertiggestellt sein, es dauert aber voraussichtlich mindestens bis Ende Dezember 2024. |

Manche Statuen sind über das Stadium der Idee nicht hinausgekommen (z. B. in Split, Kroatien, oder eine 55 Meter hohe Statue in Deutschland).

## Belege
1. ↑  Tjerk Brühwiller: Jesus ist der Größte. In: Frankfurter Allgemeine. 4. Mai 2022, abgerufen am 30. Dezember 2024.
2. ↑  Die Höhe ohne Krone beträgt 33 Meter. Jeder Meter soll für ein Lebensjahr Jesu stehen. (Memento vom 7. November 2010 auf WebCite)
3. ↑  Die fünf höchsten Statuen Mexicos - Las 5 estatuas más altas de México. Cristo Rey, Tlalnepantla, Estado de México (Memento vom 7. November 2014 im Internet Archive)
4. ↑  Vũng Tàu-Artikel (vietnamesisch) (Memento vom 26. Februar 2014 im Internet Archive)
5. ↑  https://www.facebook.com/Sacred-Heart-of-Jesus-Shrine-318194818258837
6. ↑  Encyclopedia Britannica Online
7. ↑  Cristo Rey Tijuana (Memento vom 18. Juli 2007 im Internet Archive)
8. ↑  Angaben zur Statue und zum Hintergrund (spanisch)
9. ↑  Zulema Flores: SOARING SYMBOL: A statue of Christ spreads an uplifting message in Baja California (Memento vom 23. Juni 2008 im Internet Archive) SignOnSanDiego.com by the Union Tribune
10. ↑  Zolldokument zur Materiallieferung von Rio de Janeiro (Brasilien) nach Lima
11. ↑  Domenico Damiano: Maratea nella storia e nella luce della fede, Sapri 1965, S. 108.
12. ↑  The Tallest Statues of Jesus Christ in the World. Kuriositas, 22. Februar 2013, abgerufen am 30. Dezember 2024 (englisch).
13. ↑  Historia del Municipio. Abgerufen am 30. Dezember 2024 (spanisch).
14. ↑  Tourismus-Info Honduras: Arte Desconocido bei Blogspot, 4. Februar 2009, aufgerufen am 8. November 2014.
15. ↑  Christ of the Ozarks. In: The Encyclopedia of Arkansas, Artikel 2132. Aufgerufen 4. Januar 2014.
16. ↑  TravelByMexico Tourismusseite (Memento vom 2. April 2015 im Internet Archive)
17. ↑  EL CRISTO MÁS GRANDE DEL MUNDO, 30. März 2013, abgerufen am 22. Juni 2015.
18. ↑  Morgenweb, 7. April 2012, abgerufen am 21. Juni 2015.
19. ↑  Jesus.ch über die Pläne, veröffentlicht 15. April 2012, abgerufen am 21. Juni 2015.
20. ↑  Sankt Petersburger Herold, 11. Juli 2016, abgerufen am 12. Dezember 2018.
21. ↑  Bau einer Jesus-Statue geplant (Memento vom 12. Februar 2014 im Internet Archive), Nazareth, 27. November 2013, aufgerufen am 5. März 2014.
22. ↑  Christen planen eine riesige Jesus-Statue in Nazareth, 4. Januar 2014, abgerufen am 5. März 2014.
23. ↑  Christian Israeli-Arab wants to build Rio-style Jesus statue near Nazareth, The Jerusalem Post, 21. November 2013, abgerufen am 5. März 2014.
24. ↑  World’s Tallest Statue of Jesus to Be Erected in Armenia. Abgerufen am 15. Oktober 2024.
25. ↑  OGLOBO-Webseite zum Baubeginn: OGLOBO, abgerufen am 1. November 2024.
26. ↑  Split plant Rekordbauwerk. In: n-tv online. 7. Juni 2011, abgerufen am 1. Januar 2014.
27. ↑  Bericht in der Süddeutschen Zeitung, 17. Mai 2010, abgerufen am 25. Februar 2024.
28. ↑  Bericht in der Süddeutschen Zeitung, 17. Mai 2010, abgerufen am 25. Februar 2024.